# Arceus
Arceus (アルセウス Arceus?)  es una especie de Pokémon de Nintendo y de la franquicia de Pokémon de Game Freak. Presentado por primera vez en la película de 2009 Pokémon: Arceus y la Joya de la Vida, Arceus es un Pokémon mítico que se puede obtener primero en los juegos Pokémon diamante y perla. Tras su lanzamiento, Arceus fue recibido de manera relativamente favorable, y fue votado como el Pokémon favorito en una encuesta entre los fanáticos japoneses de The Pokémon Company.

## Diseño y características
Conocido como el "Pokémon Alfa" en la Pokédex del juego, Arceus es una criatura cuadrúpeda en gran parte blanca con una parte inferior en tonos negros. Una característica prominente de la forma física es una cruz redonda en forma de rueda unida a su torso. La rueda es amarilla en su forma predeterminada de tipo normal, pero cambia de color cuando a Arceus se le dan elementos especiales que también cambian su tipo.No obstante, este es solo un avatar; una pequeña parte de su poder, por lo que no se sabe cuál es su verdadera forma.  
En la historia de la serie Pokémon, Arceus creó el universo. El Pokémon tiene un movimiento de "firma" o "característico", que otras especies no pueden aprender, llamado "Sentencia". Arceus es un Pokémon "mítico", uno de los cuatro lanzados en la cuarta generación de la serie.

## Apariciones

### En videojuegos
Arceus estuvo disponible por primera vez para obtenerlo en el juego Pokémon Diamante y Perla través de eventos de distribución de Nintendo. También apareció como una estatua, aunque no se puede obtener, en el juego spin-off Pokémon Mystery Dungeon: Explorers of Sky. En Pokémon HeartGold y SoulSilver, la transferencia de Arceus al juego permite que se active un evento especial en el que el jugador visita un altar y Arceus genera un Pokémon legendario, ya sea Dialga, Palkia y Giratina dependiendo de la elección del jugador, con el juego que muestra fotografías de la vida real. Antes de la introducción de Mega Evolution en Pokémon X e Y, Arceus tenía las estadísticas base más altas de todos los Pokémon. Arceus también aparece en la Pokémon Conquest, que es despertado después de que el jugador une la región en la que se desarrolla el juego, que tiene la forma de Arceus.
Las figuras de Arceus se entregaron como bonos de pre-pedido en Japón para HeartGold y SoulSilver. Nintendo tuvo múltiples distribuciones oficiales para Arceus, que, al ser un Pokémon Mítico, no se puede obtener a través del juego normal, incluidos los eventos de 2016 y 2018.

### En otros medios de comunicación
Arceus se presenta como uno de los personajes principales en la película Pokémon de 2009: Arceus y la joya de la vida, donde fue interpretada por Tom Wayland (inglés) y Akihiro Miwa (japonés). También apareció en la película de 2015 Pokémon the Movie: Hoopa and the Clash of Ages.

## Recepción
En una encuesta de fanáticos japoneses realizada en 2010 por The Pokémon Company antes del lanzamiento de Pokémon Negro y Blanco, Arceus ocupó el primer lugar en "Pokémon favoritos", por delante de la mascota de la franquicia Pikachu, que fue la cuarta. Arceus se ubicó en segundo lugar en una encuesta de The Pokémon Company en 2016. En una encuesta separada llevada a cabo por IGN, Arceus se ubicó en el top número sesenta y uno, y el personal de IGN comentó que el legendario tenía "una apariencia bastante divertida".
 

Varios escritores se extrañaron al saber la forma de obtención de Arceus, señalando que sería equivalente a "un niño que atrapa una deidad". La Revista Oficial de Nintendo de Chris Scullion clasificó al legendario entre los 10 mejores Pokémon debido a su versatilidad, fuerza, y la rareza que hace Arceus potencialmente fuerte contra cualquier Pokémon. Jonathan Holmes, de Destructoid, lo llamó "un mal cruce entre un monstruo de Yu-Gi-Oh y el espíritu del bosque de la princesa Mononoke".